# Pluie, Vapeur et Vitesse
Pluie, Vapeur et Vitesse – Le Grand Chemin de fer de l'Ouest (en anglais : Rain, Steam and Speed – The Great Western Railway) est un tableau de Joseph Mallord William Turner (1775-1851) réalisé en 1844.

## Description
Cette toile représente une locomotive passant sur un pont de chemin de fer enjambant la Tamise, à Maidenhead. Le pont, le Maidenhead Railway Bridge, considéré à l'époque comme une prouesse architecturale, a été construit entre 1837 et 1839 par le plus célèbre des ingénieurs de l'époque, Isambard Kingdom Brunel, et permettait à la Great Western Railway de relier Londres à Bristol.
À droite d'un paysage brumeux, des champs cultivés et une ville lointaine, un train approche... La locomotive noire, dont la masse incandescente à l'avant figure la chaudière poussée à son énergie maximum, émerge d'un rideau de pluie.
La locomotive représentée était l'une des plus modernes de l'époque : la Firefly Class qui avait battu un record de vitesse en 1840 avec une vitesse de 80 km/h de vitesse moyenne.
Le paysage est composé selon un schéma perspectif central, l'action se concentrant sur le train, l'arrière-plan s'organisant autour de lui.
La composition contrastée de la toile met en scène la mutation du monde et celle du paysage avec la fin d'une vie paisible avec l'ère agraire (paysage rural, représentation d'un lièvre symbolisant la faune, d'un laboureur, de pêcheurs, de jeunes filles dansant sur la berge, d'un vieux pont routier…) et le début de l'ère industrielle représentée par l'imposante locomotive et le viaduc moderne.
Turner, appréciant la vitesse, oppose la vitesse naturelle (celle du lièvre bondissant sur la voie ferrée) avec la vitesse artificielle (celle du train). Le train va-t-il écraser le lièvre ? La modernité va-t-elle avoir le dessus sur l'agriculture et le passé ?...

## Contexte
Dans plusieurs de ses dernières toiles, J.M.W. Turner utilise les images du progrès et de l’industrie moderne, en général écartées par les peintres plus conventionnels, qui jugeaient ces thèmes « non artistiques ».  
Pluie, Vapeur et Vitesse, Le Dernier Voyage du Téméraire, Staffa, et Le Château de Douvres sont des illustrations du vif intérêt porté par Turner pour le progrès technique, alors à l’œuvre à son époque dans le cadre de la première révolution industrielle. 
Turner y peint ici la fin de l’ère agraire en plaçant sur sa toile une charrue sur la rive de la Tamise, qui constitue un contrepoint au Great Western Railway. 
Cette œuvre témoigne de sa fascination pour la modernité, la révolution industrielle, et de son engouement pour le chemin de fer. Leur construction et la spéculation ferroviaire sont à leur apogée en 1844. Contrairement à John Martin, John Ruskin, Charles Dickens ou Eugène Delacroix, qui voyaient un chemin de fer déshumanisant, Turner, lui, insiste sur la vitesse qu’il affectionne ; à ce sujet, une anecdote concernant le peintre qui était surnommé « Over Turner » du fait de sa conduite périlleuse des cabriolets.
À cette époque, l’Angleterre était très en avance concernant les innovations techniques, dont le rail faisait partie.

## Retentissement et postérité
Présentée en 1844 à la Royal Academy, les critiques louèrent les impressions de rapidité et d’énergie de la toile, amplifiées par la vision perspective et les effets de pluie.
Félix Bracquemond séjourne brièvement à Londres en 1871 après l'expérience de la Commune de Paris. Il y visite les musées, est impressionné par Pluie, Vapeur et Vitesse et en fait une copie gravée à l'eau-forte qu'il expose par la suite à la première exposition des peintres impressionnistes de 1874 sous le titre de La Locomotive.
Monet a plus tard reproché à Turner son approche romantique du chemin de fer ; lui choisit de représenter la locomotive comme un monstre rugissant dans La Gare Saint-Lazare de 1877.
Le tableau fait partie des « 105 œuvres décisives de la peinture occidentale » constituant le musée imaginaire de Michel Butor.

## Anecdotes
La technique de Turner pour réaliser cette toile était qualifiée par ses connaissances de « peinture physique » : muni de pinceaux courts et d’une palette sale, le nez contre la toile, il semblait peindre avec les yeux et le nez. 
Pour l’anecdote, Turner possédait des actions dans la Compagnie du Grand Chemin de fer de l’Ouest (Great Western Railway Company), et, lors d’un voyage orageux en train, entendant arriver un autre convoi en sens inverse, il aurait passé la tête par la fenêtre pour mieux observer la symbiose entre pluie et vitesse.
Le pont visible sur le côté gauche du tableau permet d'orienter le sens de circulation du convoi, qui vient de Londres et roule vers Bristol.
Les voyageurs sont assis sur des banquettes de voitures découvertes, donc c'est un convoi composé de voitures de troisième classe.